# Pinelema zhewang
Pinelema zhewang es una especie de araña araneomorfa del género Pinelema, familia Telemidae. Fue descrita científicamente por Chen & Zhu en 2009.

## Distribución geográfica
Habita en China.